# First Dates
First Dates (in Deutschland First Dates – Ein Tisch für zwei, in Österreich First Dates Austria) ist eine Dating-Doku-Soap, die in Deutschland von VOX und in Österreich von ATV gesendet wird. Die deutsche Ausgabe mit Roland Trettl als Gastgeber wird montags bis freitags um 18 Uhr ausgestrahlt, die österreichische Fassung mittwochs und samstags um 20:15 Uhr.

## Ablauf
Handlungsort der deutschen Ausgabe ist eine ehemalige Lagerhalle in Köln-Ehrenfeld; First Dates Austria wird in einem Wiener Restaurant gedreht. Dort begrüßt der Gastgeber die Kandidaten einzeln, führt sie zur Bar und stellt sie einander vor. Bei einem an der Bar ausgeschenkten Getränk knüpfen die Paare erste Kontakte und werden dann von Trettl bzw. Natascha an ihren Tisch geleitet, wo sie ihr Gericht auswählen und zusammen essen. Am Ende des Mahls wird die Rechnung in einer Box überreicht und die Kandidaten müssen sich auf einen Zahlmodus einigen. Auf Wunsch geht es in die Fotobox. Die Kandidaten werden zuerst getrennt befragt und dann gemeinsam, ob sie sich noch einmal treffen möchten.
Am Ende jeder Folge wird dann teilweise noch eingeblendet, was aus den Paaren geworden ist. Auch die bissigen Kommentare des Personals sind Sendungsbestandteil.

## Rezeption
Bei dwdl zieht man den Vergleich zu First Dates – Wir verlieben Deutschland! (gestartet im Oktober 2015) von Sixx: „Es sind Kleinigkeiten […], die die deutsche Version derart stimmig wirken lassen. Stimmiger im Übrigen als jene Version, die vor einiger Zeit schon einmal weitgehend unbeachtet bei Sixx zu sehen war. Im Vergleich dazu haben Vox und Warner Bros. das Format mit viel Liebe weiterentwickelt.“
Die Oberösterreichischen Nachrichten urteilten: „Viel schöner als in anderen Sendungen die Nackten, die Freakigen, die Grauslichen beim Kennenlernen zu beobachten, ist es, ganz normalen Menschen zuzusehen, wie sie manche Dinge absichtlich und viele unbeabsichtigt von sich preisgeben. Fazit: Wiedersehen möglich und erwünscht.“

## First Dates Hotel
Seit 2020 wird in Deutschland mit First Dates Hotel ein Ableger von First Dates gesendet. VOX sendete bisher 16 Folgen je 90 Minuten in der montäglichen Primetime. Die erste Staffel wurde in Frankreich produziert, die beiden weiteren in Kroatien. 2023 wechselte abermals der Schauplatz – diesmal nach Mallorca. Am Ableger beteiligt sind, neben Kandidaten Trettl, dessen Team, weitere Kellner und Barkeeper sowie eine Rezeptionistin.